# Sadocepheus franzi
Sadocepheus franzi är en kvalsterart som först beskrevs av P. Balogh 1986.  Sadocepheus franzi ingår i släktet Sadocepheus och familjen Cepheidae. Inga underarter finns listade i Catalogue of Life.